# Intercepció (futbol americà)

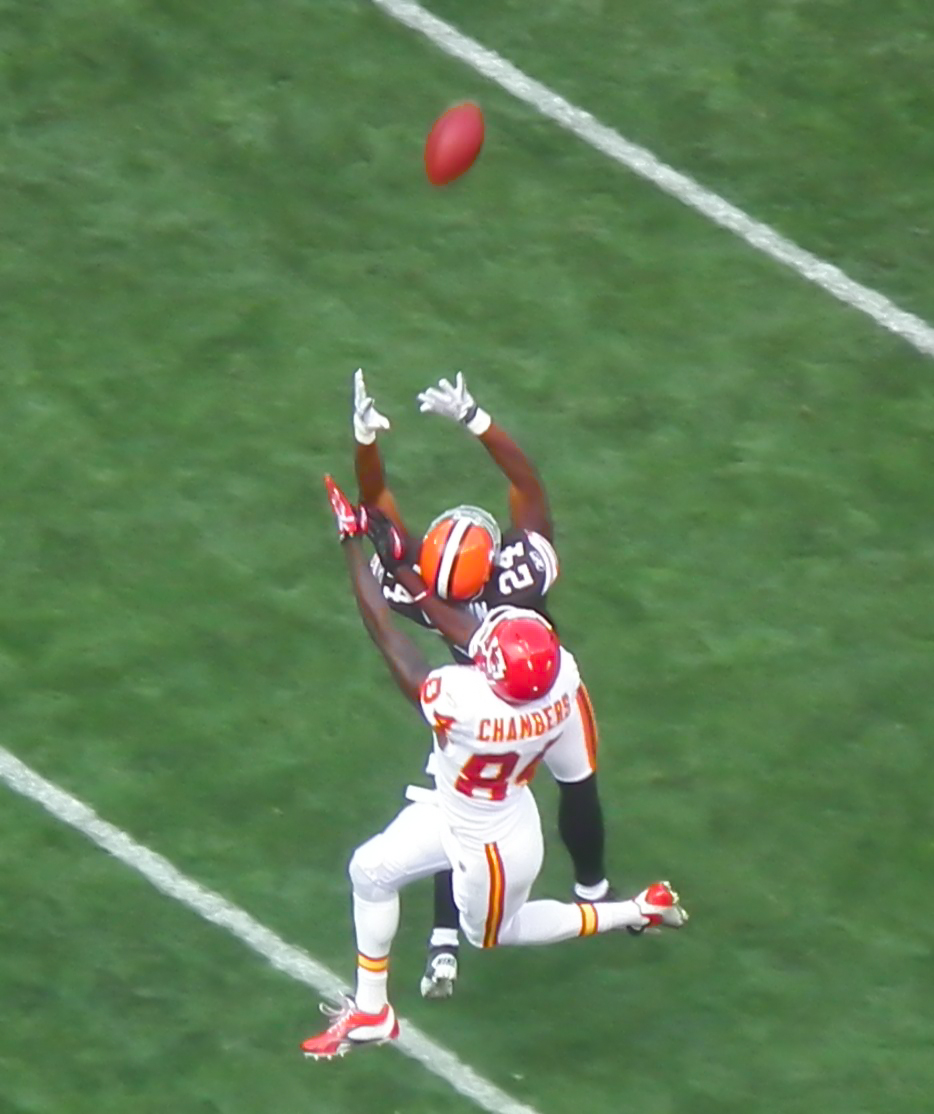
Sheldon Brown (24) ha punt d'interceptar la passada que anava cap a Chambers (84).

En futbol americà, una intercepció, en anglès interception, és una jugada en la que un jugador de l'equip defensiu aconsegueix capturar una pilota que ha estat passada per l'equip ofensiu.
Aquesta jugada succeeix quan un jugador de la defensa aconsegueix atrapar una passada que anava cap a un jugador de l'equip atacant abans que la pilota toqui a terra. Automàticament la possessió canvia de bàndol i el jugador en qüestió pot intentar córrer cap a la zona d'anotació contrària per fer un touchdown, o com a mínim, guanyar el màxim de iardes possible.
La intercepció és una de les jugades defensives més importants, juntament amb el safety i el sac.